# 渋谷真由
渋谷 真由（しぶや まゆ、1985年1月4日 - ）は、プラチナムプロダクションに所属していた日本のグラビアアイドル、タレント。
神奈川県出身。血液型はB型。

## 来歴
- 2005年、同じ事務所の愛川ゆず季、相澤仁美、清原みゆきと共にSUPER GTイメージガール「“P-ch!”（ピーチ）」の一員として活躍。
- 同年、「ミスマガジン2005」セミファイナルに進出するが、落選。
- 2006年、同じ事務所の松林菜々見らとともにSUPER GT「direxivレーシングガールズ」に就任。2007年には「宝山’s cosmos Circuit Lady」も務めたが、2007年7月をもってプラチナムプロダクションを退所した。

## 人物
- 好きな食べ物はラーメン・ハンバーグ・洋ナシ(形(くびれ)が好き)。
- くびれ好きで、ひょうたん・落花生は好きだが、ナスは嫌い。
- 趣味・特技　鉄棒。(匂いも好きとの事。)
- そこそこの常識力がある。(〔例〕アメリカの首都→ワシントンD.C.、日本一長い川→信濃川など)
- 「ピッチピチの22歳」本人談。
- 本人曰く「夢に見た男の人に恋をする」らしく、その相手から本番中に手を触れられたりしても「今日、お風呂入らな〜い」と言って手を頬擦りしていた。
- 夢の中で恋した男の人に「もう少し髪が短いほうが好き」と言われて、髪を切る。
- 彼氏の趣味がパチンコでもOK。風俗に行ってもOK。と寛大な性格。
- 結婚願望は今のところ、そんなに無い。（2007年2月末現在）
- テレビ番組トリビアの泉で「チンゲオオソウジ」ガールに選ばれた。

## 出演

### テレビ
- 「ポシュレデパート深夜店」(NTV)
- 「G1グランプリ」(NTV)
- 「志村&鶴瓶のあぶない交遊録」(EX)
- 「シブスタ」(TX)
- 「トリビアの泉」(CX)　- トリビアの実験で「チンゲオオソウジ（北京語で領収書をください）」と言う役（オーディションで決定）
- 「Dのゲキジョー 〜運命のジャッジ〜」(CX、2007年2月2日) - 再現ドラマでホスト界の帝王・愛田武社長の隠し子役

### インターネット番組
- おしゃべりやってまーす火曜日（ゲスト）（2007年1月31日 - 2月20日、K'z Station）

### CM・広告
- 立志舎高等学校
- PHENIX「Kappa」広告モデル
- 広島銀行「ハローワイドローン」イメージキャラクター
- 箱根天然温泉てのゆ

### 雑誌
- 小学館 「sabra」
- 光文社 「FLASH」

## リリース作品

### イメージDVD
- きら・ほわ（ラインコミュニケーションズ、2005年11月20日発売）

### CD（P-ch!として）
- SUPER EUROBEAT presents SUPER GT 2005（avex trax、2005年4月27日発売）　曲名『LIVIN' IN THE NIGHT』
- SUPER EUROBEAT presents SUPER GT 2005 ~SECOND ROUND~（avex trax、2005年9月21日発売）　曲名『そばにいて〜ON MY OWN〜』